# Памятник воинам-сапёрам
Памятник воинам-сапёрам (Памятник воинам-сапёрам инженерно-танковых полков штурмовых инженерно-сапёрных бригад) — монумент в посёлке Нахабино Московской области, установленный в честь воинов-сапёров Великой Отечественной войны.

## История
Штурмовые инженерно-сапёрные бригады были сформированы в мае 1943 года для прорыва мощной обороны немецкой армии. Для проделывания проходов в минных полях в ходе атаки в состав штурмовых бригад включались инженерно-танковые полки, в которых применялись катковые тралы. Именно в Нахабине был сформирован один из пяти инженерно-танковых полков.
Памятник воинам-сапёрам является частью мемориального комплекса, о чём свидетельствует информационная памятная доска на боковой части постамента. На его лицевой части установлена большая плита с эмблемой инженерных войск СССР и надписью: «Воинам-сапёрам инженерно-танковых полков штурмовых инженерно-сапёрных бригад».
Он был установлен 7 сентября 2007 года в микрорайоне Новый городок посёлка Нахабино на пересечении улиц Новой и Инженерной. Монумент расположен на площадке, выложенной тротуарной плиткой, с асфальтированными дорожками, газонами и ночной подсветкой. На каменном постаменте установлен танк Т-34 времён Великой Отечественной войны с катковым танковым минным тралом (на танке установлен минный трал КМТ-5М, который во времена Великой Отечественной войны не использовался). Перед танком сооружена конструкция из нержавеющей стали, имитирующая осколки, разлетающиеся от взрыва мины под одним из катков трала.
Автор памятника — заслуженный художник России скульптор С. С. Казанцев. Мемориал был создан по личной инициативе начальника инженерных войск ВС РФ при поддержке главы администрации Красногорского района Бориса Рассказова. На мемориальной доске надпись:

«Мемориальный комплекс создан по инициативе и трудом военнослужащих рабочих и служащих частей учреждений и предприятий Инженерных войск ВС РФ. В создании мемориала принимали участие администрация и патриотически настроенные граждане Красногорского района».

1 августа 2014 года недалеко от этого монумента решением Министра обороны России был сформирован Международный противоминный центр Вооруженных Сил Российской Федерации. Интересно, что именно в 2017 году в этом центре увековечили подвиг сапёров, участников военной операции России в Сирии.